# Luffia pomonae
Luffia pomonae är en fjärilsart som beskrevs av Henry Tibbats Stainton 1859. Luffia pomonae ingår i släktet Luffia och familjen säckspinnare. Inga underarter finns listade i Catalogue of Life.